# Церква Пресвятої Трійці (Микулинці)
Церква Пресвятої Трійці в Микулинцях — чинна мурована церква у смт Микулинці Тернопільського району Тернопільської области. Пам'ятка архітектури місцевого значення Парафія належить до Микулинецького деканату Тернопільсько-Зборівської архієпархії Української греко-католицької церкви.

## Історія церкви

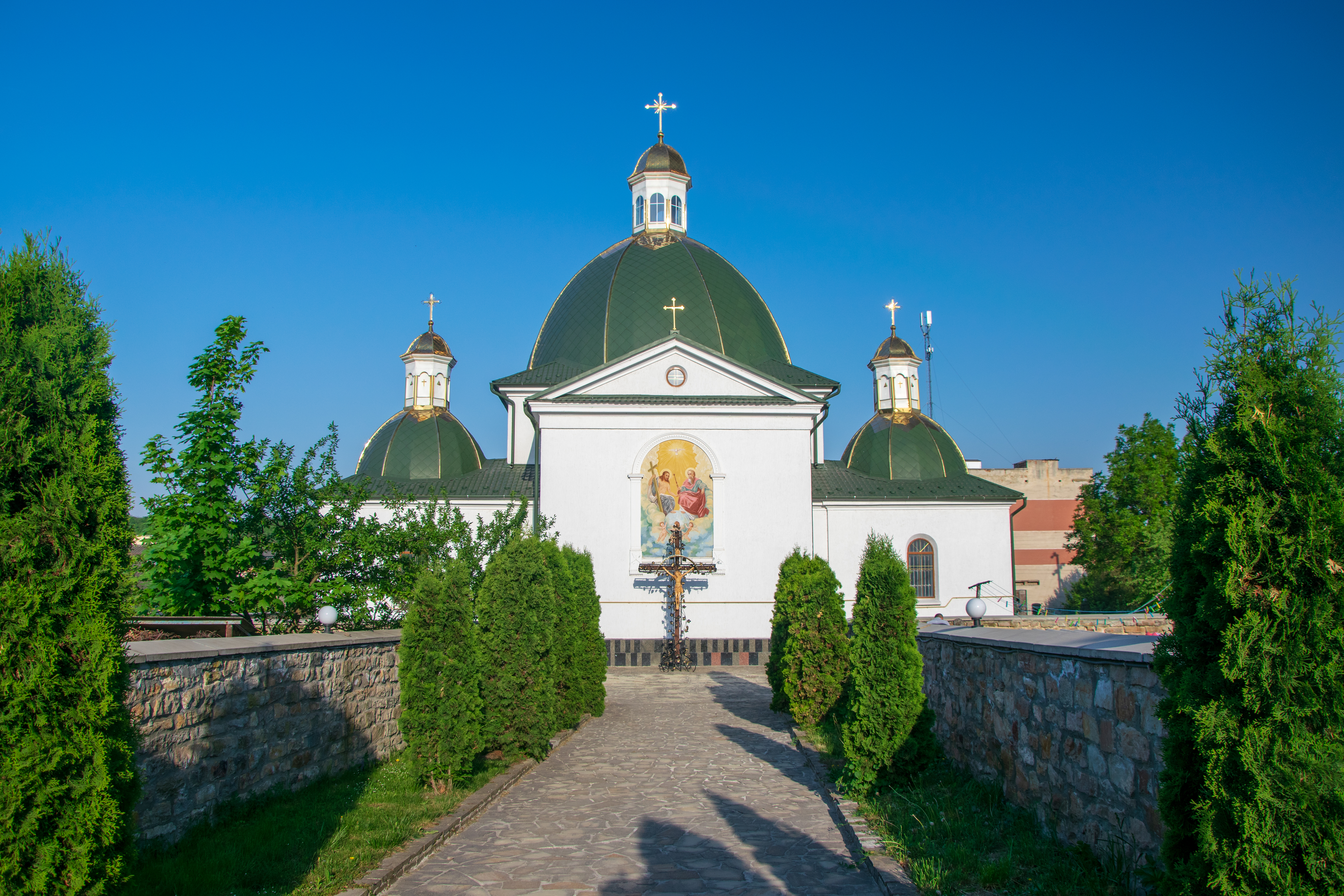

У Микулинцях знаходиться деканальна церква Пресвятої Трійці, яку збудували у 1882—1889 роках. Розпис церкви виконав маляр Степан Томасевич, а іконостас та проповідницю різьбив майстер Василь Кожушко. Цю муровану церкву звели на місці старої дерев'яної, яка згоріла. Жертводавцями стали місцеві мешканці, жителі села Воля та частково Лучки.
Парафія належала УГКЦ до 1946 року. Під час радянської доби, з 1946 до 1990 року, церква та парафія були в юрисдикції РПЦ. У другій половині 1950-х — 1980-х роках парохами підпільної УГКЦ у Микулинцях були отці Євген Король, Василь Станимир та Іван Збаращук. Вони проводили богослужіння, святі Таїнства та обряди вдома або в помешканнях вірян.
При парафії діють: братство Матері Божої Неустанної Помочі, спільнота «Матері в молитві», Вівтарна і Марійська дружини.
Біля церкви та при в'їзді в селище є каплички Матері Божої. Парафія володіє проборством, де проживав священник отець Євген Влох.
8 жовтня 2024 року отець-декан Іван Зозуля був призначений адміністратором парафії Пресвятої Трійці в Микулинцях. Його представили громаді 13 жовтня 2024 року[джерело?].

## Парохи
- о. декан Євген Король (1910—1946),
- о. Василь Станимир,
- о. Іван Збаращук,
- о. Заяць (1946—1950),
- о. Дерлиця (1950—1959),
- о. Степан Котик (1959—1972),
- о. Воронюк (1980—1988),
- о. Федір Формазюк (1988—1990),
- о. Богдан Церулик (1990—1993),
- о. Михайло Дацьків (1994—2010),
- протопресвітер, парох о. Євген Влох (2008—2024),
- протопресвітер, парох о. Іван Зозуля (з 13.10.2024).